# هم‌پر

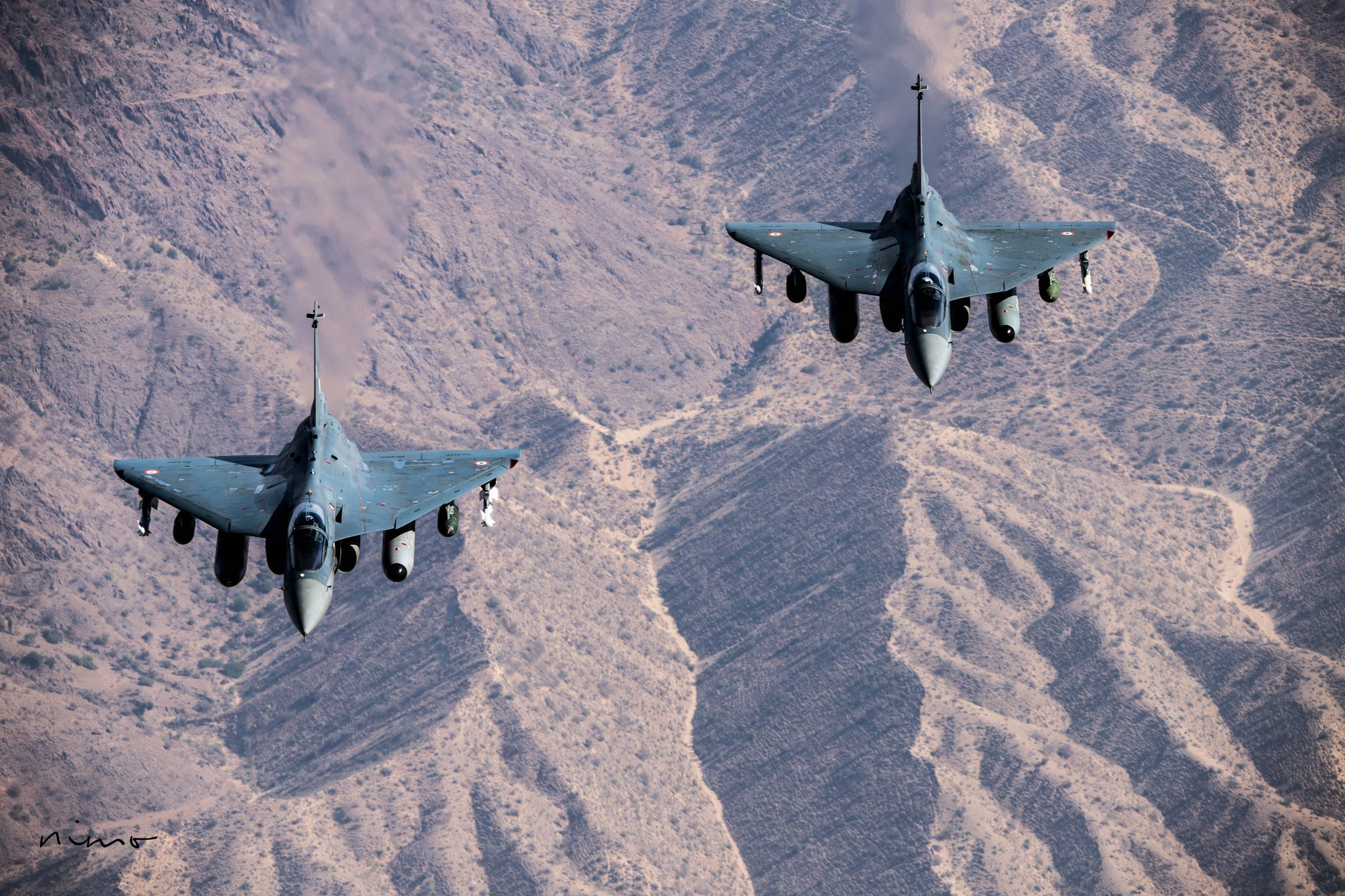
آرایش دوتایی جنگنده‌های هندی هال تجاس در سال ۲۰۱۹

هم‌پَر یا وینگمن(به انگلیسی: wingman) در هوانوردی به خلبان یا هواپیمایی گفته می‌شود که در کنار یا پشت هواپیمای دیگری پرواز می‌کند و با هم آرایش هوایی دوتایی تشکیل می‌دهند.
این ترکیب دو هدف دارد؛ اول حفاظت بهینه هواگردها از یکدیگر است و دوم اینکه خلبانی که در کنار/پشت هم‌تیمی خود پرواز می‌کند، به‌دلیل کاهش اصطکاک هوا در این ناحیه، می‌تواند در مصرف سوخت صرفه‌جویی کند.